# Testimonial

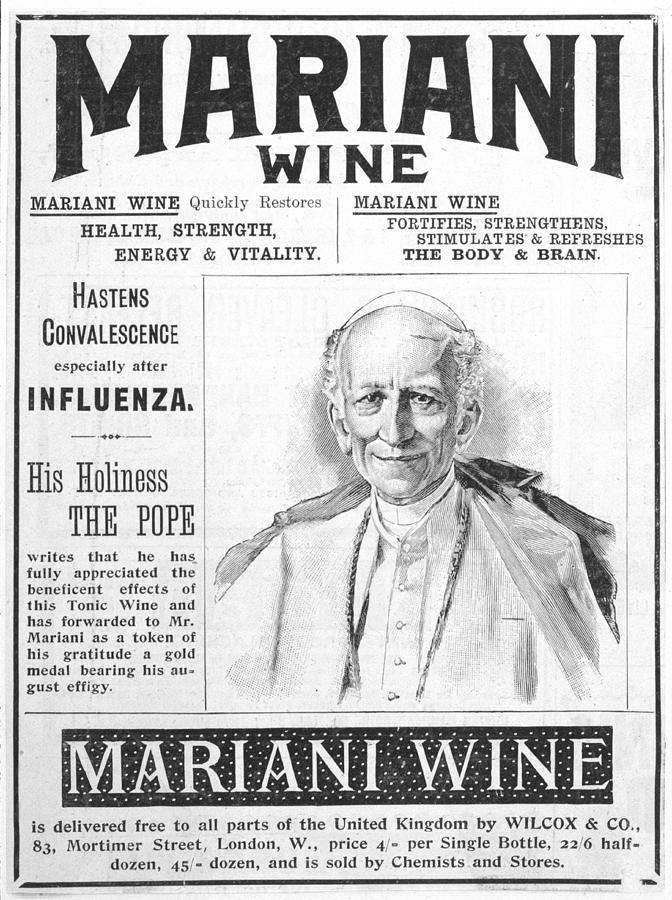
Papst Leo XIII. für Mariani-Wein

Testimonial (englisch testimonial „Zeugnis“, „Referenz“) bezeichnet in der Werbung im Englischen die konkrete Fürsprache für ein Produkt, eine Dienstleistung, eine Idee oder Institution durch eine Person, die der Zielgruppe meist bekannt ist und mit ihrem Auftritt die Glaubwürdigkeit der Werbebotschaft erhöht (→ Sales Promotion).
Im Deutschen kann das Testimonial zum anderen auch eine werbende Person sein, die sich für eine Marke oder ein Produkt ausspricht (Markenbotschafter oder Werbebotschafter), zum Beispiel für die Qualität und Nützlichkeit und/oder die Preiswürdigkeit eines Produkts (Produktkönigin, so für Wein). Dabei kann es sich um eine reale (lebende oder verstorbene) Person handeln oder auch um eine fiktive Gestalt (Werbefigur). Typische Testimonials sind Prominente, Experten, Mitarbeiter oder stilisierte Nutzer. Bekannte fiktive Testimonials im deutschsprachigen Raum sind bzw. waren der Versicherungsvertreter Herr Kaiser und Klementine.

## Konzeption
Bei Testimonials wird die Affinität oder Beliebtheit und damit die Glaubwürdigkeit oder das Vertrauen der bei einer Zielgruppe bekannten Person genutzt, um die Werbebotschaft für ein Produkt, eine Dienstleistung, eine Institution oder eine Überzeugung emotional zu bestärken. Die Bewerbung konkreter Merkmale oder Leistungen ist dabei häufig nachrangig.
Das Testimonial wird unterschiedlich verwendet: Es kann austauschbaren Konsumartikeln zu mehr Seriosität verhelfen oder Interesse für abstrakte Produkte und komplizierte Sachverhalte wecken. Die Verknüpfung von Menschen mit einer Marke kann unterschiedlich intensiv ausgestaltet werden. Während ein meist nur einmal genutzter Eyecatcher eine beworbene Marke nicht oder nur in minimalem Umfang beeinflusst, kann ein Testimonial bei einer langfristigen Zusammenarbeit und entsprechender Attraktivität, Expertise bzw. Vertrauenswürdigkeit eine Marke nachhaltig prägen. Noch stärker ist dieser Effekt, wenn sich eine fiktive Figur oder eine real existierende Person im Markenlogo und/oder Markennamen wiederfindet, wie es beispielsweise bei Uncle Ben’s und Meister Proper der Fall ist.
Meist werden Testimonials in Presse, Funk oder Fernsehen platziert. Formale Vorgaben existieren nicht; da das Bekenntnis zum Produkt die zentrale Aussage ist, wird oft eine Interviewsituation gewählt. Mit prominenten Testimonials werden vielfältige Ziele verfolgt. Hierzu zählt eine erhöhte und länger anhaltende Zuwendung zum Kommunikationsmittel und damit einhergehend die Erreichung besserer Erinnerungswerte. Daneben untermauern Prominente die Beweiskraft und bewirken Image- und Persönlichkeitstransfereffekte auf die Marke. Dabei wird darauf geachtet, dass das Produkt zum Image der Person passt. Testimonials mit Prominenten werden auch als Celebrimonial bezeichnet (Kofferwort aus englisch celebrity Prominente(r) und englisch testimonial). Testimonials von Musikern sind meist im Rahmen von Endorsement-Verträgen geregelt.

## Systematisierung
Karsten Kilian unterteilt Testimonials in folgende drei Gruppen:

### Avatare oder Charaktere
Bei Charakteren und Avataren kann weiter zwischen Werbefiguren mit Marken- und Eigennamen unterschieden werden. Das Michelinmännchen beispielsweise trägt den Namen Bibendum, während die Comicfigur von Salamander bis heute als Lurchi bekannt ist. Es gibt aber auch Kombinationen aus beiden, wie beispielsweise Robert T-Online (2000–2003). Daneben können Fremdmarken mit der eigenen Marke in Verbindung gebracht werden, zum Beispiel bei Co-Promotions oder Lizenzgeschäften. So hat der Energieversorger EnBW vor einigen Jahren mit den Comicfiguren Tom und Jerry für die eigene Strommarke geworben.

### Nichtprominente Darsteller
Bei kaum bekannten Darstellern kommen neben Personen mit Marken- oder Eigennamen häufig nicht näher bezeichnete Darsteller zum Einsatz.

### Prominente Repräsentanten
Die Werbung mit Prominenten gilt nach wie vor als klassische Form der Testimonialwerbung. Ihr Anteil an der TV-Werbung ist in den vergangenen Jahren deutlich größer geworden und vervierfachte sich seit Mitte der 1990er Jahre. Während die für die USA geschätzten Zahlen zwischen 20 und 25 Prozent schwanken und für England seit Jahren von einem gleichbleibenden Anteil von rund 20 Prozent ausgegangen wird, liegen für Deutschland relativ verlässliche Daten vor. Denen zufolge sind heute in knapp 15 Prozent (2011/2012) aller Fernseh-Werbespots prominente Testimonials zu sehen. Die meisten prominenten Testimonials sind unternehmensfremd, zuweilen treten aber auch bekannte Gründer als Testimonial auf und werben für ihr eigenes Unternehmen. Das ist oder war bei Ernst Prost (Liqui Moly) oder den Radiospots von Seitenbacher der Fall. Im letztgenannten Beispiel sitzt der Inhaber Willi Pfannenschwarz am Mikrofon.

## Funktionen
Funktionen, die ein Testimonial für eine Marke erfüllen kann:
- Zuwendung zur Kommunikation (Aufmerksamkeit),
- Imagetransfer von Testimonial zur Marke,
- Intensivierung der Positionierung durch Beweiskraft.

## Wirkung
Die Bedingungen, unter denen ein Testimonial funktioniert, beschreibt die Match-Up-Hypothese: Ein Testimonial wird für eine Marke dann die Kaufwahrscheinlichkeit erhöhen, wenn die Marke in ihren Persönlichkeitseigenschaften der werbenden Person oder Figur ähnlich ist, also ein hoher sogenannter Markenfit vorliegt. Diese Wirkungsweise war in mehreren Experimenten reproduzierbar.
Die Erklärung dafür, warum ein hoher Markenfit wirksam ist, liefert die Match-Up-Hypothese jedoch nicht. In der weiterführenden Forschung ist belegt worden, dass Ähnlichkeit zwischen Marke und Werbefigur ein Gefühl der Passung verstärkt, das sich wiederum positiv auf die Kaufwahrscheinlichkeit auswirkt. Eine wahrscheinliche Erklärung ist also, dass es sich bei der Ähnlichkeit um eine Ersatzheuristik handelt: Weil die tatsächliche Produktverwendung bei den meisten Testimonials nicht beobachtet werden kann, greifen Werbezuschauer stattdessen auf die Plausibilität in Form der gefühlten Passung zurück.
Einen zusätzlichen soziologischen Erklärungsansatz für die Wirkung von prominenten Testimonials liefert das Marktforschungsinstitut Dr. Grieger & Cie. Danach spielt die Einstellung der Werbezuschauer zur prominenten Person im Testimonial eine Rolle. Fans eines Prominenten kaufen das beworbene Produkt nach einem Testimonial häufiger, Personen, die dem Prominenten ablehnend gegenüberstehen oder ihn nicht kennen, dagegen seltener.

## Gefahren
Der Erfolg des Einsatzes hängt stark von der Glaubwürdigkeit des verwendeten Testimonials ab. Wirkt die Werbung beispielsweise nicht glaubhaft und kommt deshalb beim Kunden schlecht an, weil Produkt und Testimonial nicht zusammenpassen, wird dies als Pinocchio-Effekt bezeichnet. Des Weiteren besteht die Gefahr, dass sich Rezipienten zwar an Werbung und Testimonial erinnern, nicht aber an die beworbene Marke. Dieser sogenannte Vampir-Effekt tritt dann auf, wenn das Testimonial im Vergleich zur beworbenen Marke zu bekannt ist. Verfehlungen im privaten Umfeld können sich beispielsweise schnell auf das Image des beworbenen Produkts auswirken. Des Weiteren sinkt die Glaubwürdigkeit, wenn ein Testimonial für mehrere Hersteller gleichzeitig oder im kurzen Abstand hintereinander wirbt. Beispielsweise hat Franz Beckenbauer zuerst für E-Plus und kurz darauf für O2 geworben. Darüber hinaus wurde der FC Bayern München, dem Beckenbauer zeitweise als Vereinspräsident vorstand, gleichzeitig von der Deutschen Telekom gesponsert.
Umgekehrt kann sich der Erfolg oder Misserfolg eines Produktes auch auf das Image der als Testimonial agierenden Person auswirken. Beispielsweise entschuldigte sich Manfred Krug für sein Auftreten in zahlreichen Werbespots für die T-Aktie der Deutsche Telekom AG, nachdem die Aktie geweckte Erwartungen nicht erfüllen konnte.

## Rechtliches
In Deutschland war es nach dem Wortlaut des Heilmittelwerbegesetzes (HWG) bis zur Änderung vom 19. Oktober 2012 verboten, Testimonials außerhalb von Fachkreisen zur Bewerbung von Arzneimitteln, Verfahren, Behandlungen, Gegenständen oder anderen Mitteln (§ 11 (1) 11. HWG) … sowie Medizinprodukten (§ 11 (1) letzter Satz) zu benutzen. Allerdings hatte bereits der EuGH dieses generelle Verbot 2011 praktisch außer Kraft gesetzt, jedoch nicht explizit auch für Medizinprodukte, sodass der Bundesgerichtshof in der Zwischenzeit in seiner Urteilsfindung Grundgesetz Artikel 5 heranziehen musste, um zu begründen, warum der Wortlaut des HWG nicht anwendbar sei. Die Änderung des HWG bewirkte, dass das generelle Verbot eingeschränkt wurde auf missbräuchliche, abstoßende oder irreführende Wiedergaben von Äußerungen bezüglich Heilmitteln außerhalb von Fachkreisen. Ebenfalls war es bis dato verboten, außerhalb von Fachkreisen für Arzneimittel mit fachlichen Testimonials zu werben (§ 11 (1) 1. HWG). Diese Einschränkung entfiel mit dem 19. Oktober 2012 völlig.